# Marc Detton
Marc Pierre Detton (20. februar 1901 - 24. januar 1977) var en fransk roer.
Detton vandt sølv i dobbeltsculler ved OL 1924 i Paris, sammen med Jean-Pierre Stock. I finalen blev franskmændene besejret af Paul Costello og John B. Kelly Sr. fra USA, mens schweizerne Rudolf Bosshard og Heini Thoma fik bronze.
Ved OL 1924 stillede Detton desuden op i singlesculler, hvor han dog blev elimineret inden finalen.

## OL-medaljer
- 1924:  Sølv i dobbeltsculler